# Генерал-Тошево (община)
Генерал-Тошево (болг. Община Генерал-Тошево) — община в Болгарии. Входит в состав Добричской области. Население составляет 17 508 человек (на 16 июня 2008 года).
Кмет (мэр) общины — Димитр Михайлов Петров (Коалиция в составе 2 партий: Политическое движение социал-демократов (ПДСД), Болгарская социалистическая партия (БСП)) по результатам выборов.

## Состав общины
В состав общины входят следующие населённые пункты:
1. Александр-Стамболийски
2. Балканци
3. Бежаново
4. Василево
5. Великово
6. Вичово
7. Генерал-Тошево
8. Горица
9. Градини
10. Дыбовик
11. Житен
12. Зограф
13. Изворово
14. Йовково
15. Калина
16. Кардам
17. Конаре
18. Краиште
19. Красен
20. Кыпиново
21. Лозница
22. Люляково
23. Малина
24. Огражден
25. Петлешково
26. Писарово
27. Пленимир
28. Преселенци
29. Присад
30. Пчеларово
31. Равнец
32. Рогозина
33. Росен
34. Росица
35. Сираково
36. Сноп
37. Снягово
38. Спасово
39. Средина
40. Сырнино
41. Узово
42. Чернооково